# Suspendování
Suspenze (suspendování) je v právu forma trestu, jímž je na určitou či neurčitou dobu odňato určité privilegium nebo je někdo zatímně zproštěn úřadu nebo výkonu určitého práva. Typickou suspenzí je např. odebrání řidičského oprávnění. 

## Suspenze v mezinárodním a evropském právu
Suspendací v evropském a mezinárodním právu se zpravidla rozumí pozastavení výkonu (některých) práv člena určité mezinárodní organizace. Takovouto suspendaci upravuje např. čl. 7 Smlouvy o Evropské unii či čl. VI. Dohody o Mezinárodní bance pro obnovu a rozvoj.

## Suspenze v církevním právu
V církvích jde o jeden z trestů kanonického práva, kterým se zabraňuje duchovnímu ve výkonu jeho činnosti. Kodex kanonického práva (1983) (kánon 1333-1335) platný pro římskokatolickou církev, stanovuje suspenzi jako zákaz:
- konat buď všechny, nebo některé úkony moci ze svátosti svěcení;
- konat buď všechny, nebo některé úkony z moci řízení;
- výkon všech, nebo některých práv spojených s úřadem.